# Джон Хърд
Джон Матю Хърд младши (на английски: John Matthew Heard Jr.) е американски филмов и телевизионен актьор. Най-известен е с ролята си на Питър Маккалистър в „Сам вкъщи“ (1990) и „Сам вкъщи 2: Изгубен в Ню Йорк“ (1992). Участвал е в сериали като „От местопрестъплението: Маями“, „Бягство от затвора“, „Антураж“ и други.

## Личен живот
Хърд се жени за актрисата Марго Кидър през 1979 г., но бракът е разтрогнат след само шест дни.
През 1987 г. има син от тогавашната му приятелка актрисата Мелиса Лео. Хърд е арестуван през 1991 г. и обвинен в нападение от трета степен над Лео. През 1997 г. е признат за виновен за нахлуване в дома на Лео, но е оправдан по обвинението за нахлуване в училището на сина им.
От брака си с Шарън Хърд има две деца – син и дъщеря. Синът им умира на 22 години на 6 декември 2016 г.
На 24 май 2010 г. Хърд се жени за Лана Причард в Лос Анджелис. Двойката се развежда седем месеца по-късно.

## Смърт
На 21 юли 2017 г. Хърд умира от сърдечен арест на 71-годишна възраст поради атеросклеротично и хипертонично сърдечно заболяване. Той е открит от персонала в хотел в Пало Алто, Калифорния, където се е възстановявал от лека операция на гърба, която е преминал в болницата на Станфордския университет. Операцията на гърба не е изиграла роля в смъртта му. Причината за смъртта му е потвърдена от съдебната медицинска служба на окръг Санта Клара. Той е погребан в южното гробище в Ипсуич, Масачузетс.

## Избрана филмография
- „Часове по-късно“ („After Hours“, 1985)
- „Плажове“ („Beaches“, 1988)
- „Пробуждане“ („Awakenings“, 1990)
- „Сам вкъщи“ („Home Alone“, 1990)
- „Сам вкъщи 2: Изгубен в Ню Йорк“ („Home Alone: Lost in New York“, 1992)
- „Версия „Пеликан“ („The Pelican Brief“, 1993)
- „Скъпи сънародници“ („My Fellow Americans“, 1996)
- „От местопрестъплението: Маями“ („CSI: Miami“, 2002 – 2012)
- „Бели мадами“ („White Chicks“, 2004)
- „Антураж“ („Entourage“, 2004 – 2011)
- „Бягство от затвора“ („Prison Break“, 2005 – 2009)